# 科洛格里夫區

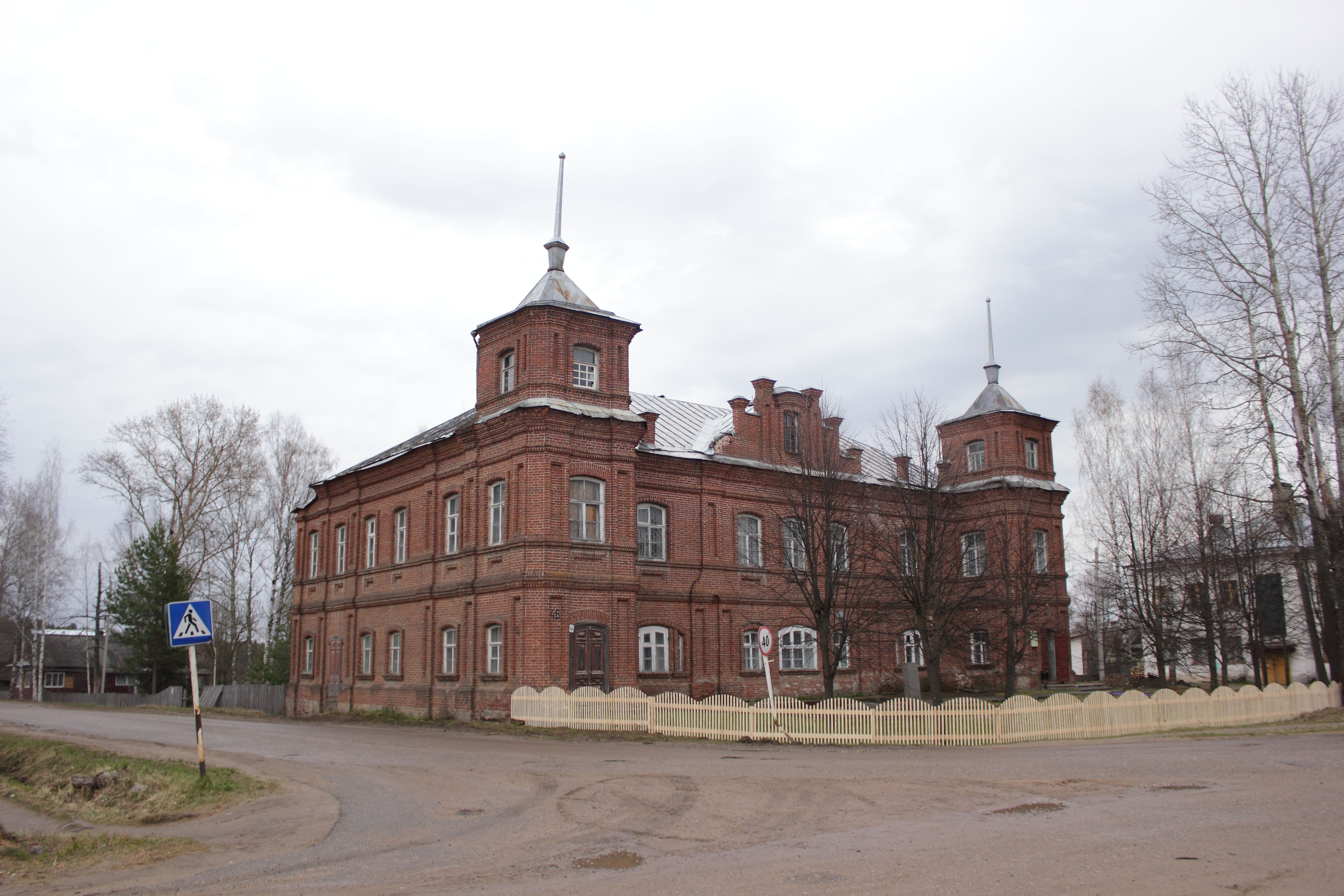

58°50′N 44°20′E / 58.833°N 44.333°E
科洛格里夫區（俄语：Кологривский район），是俄羅斯的一個區，位於該國西部，由科斯特羅馬州負責管轄，面積3,520平方公里，2010年人口6,474，人口密度每平方公里1.84人。